# Born This Way Foundation
La Born This Way Foundation est une association à but non lucratif américaine ayant la mission d'encourager tout individu dans l'expression et l'affirmation de soi et, notamment chez les jeunes, en les aidant et en soutenant chaque communauté. L'organisation a été créée par Lady Gaga et a été appelée ainsi d'après sa chanson Born This Way figurant dans l'album éponyme sorti en 2011.

## Historique
L'organisation a été fondée en 2011 et lancée officiellement en 2012 par l'artiste Lady Gaga et sa mère Cynthia Germanotta. Gaga affirma que l'association a été créée dans le but de « remettre en question la méchanceté et la cruauté en inspirant les jeunes à créer un système de soutien dans leurs communautés respectives ». Lors de l'inauguration, l'animatrice et productrice Oprah Winfrey, ainsi que l'écrivain Deepak Chopra et la secrétaire à la Santé et aux Services sociaux des États-Unis, Kathleen Sebelius prononcèrent des discours.